# Jitzchak Rafa’el

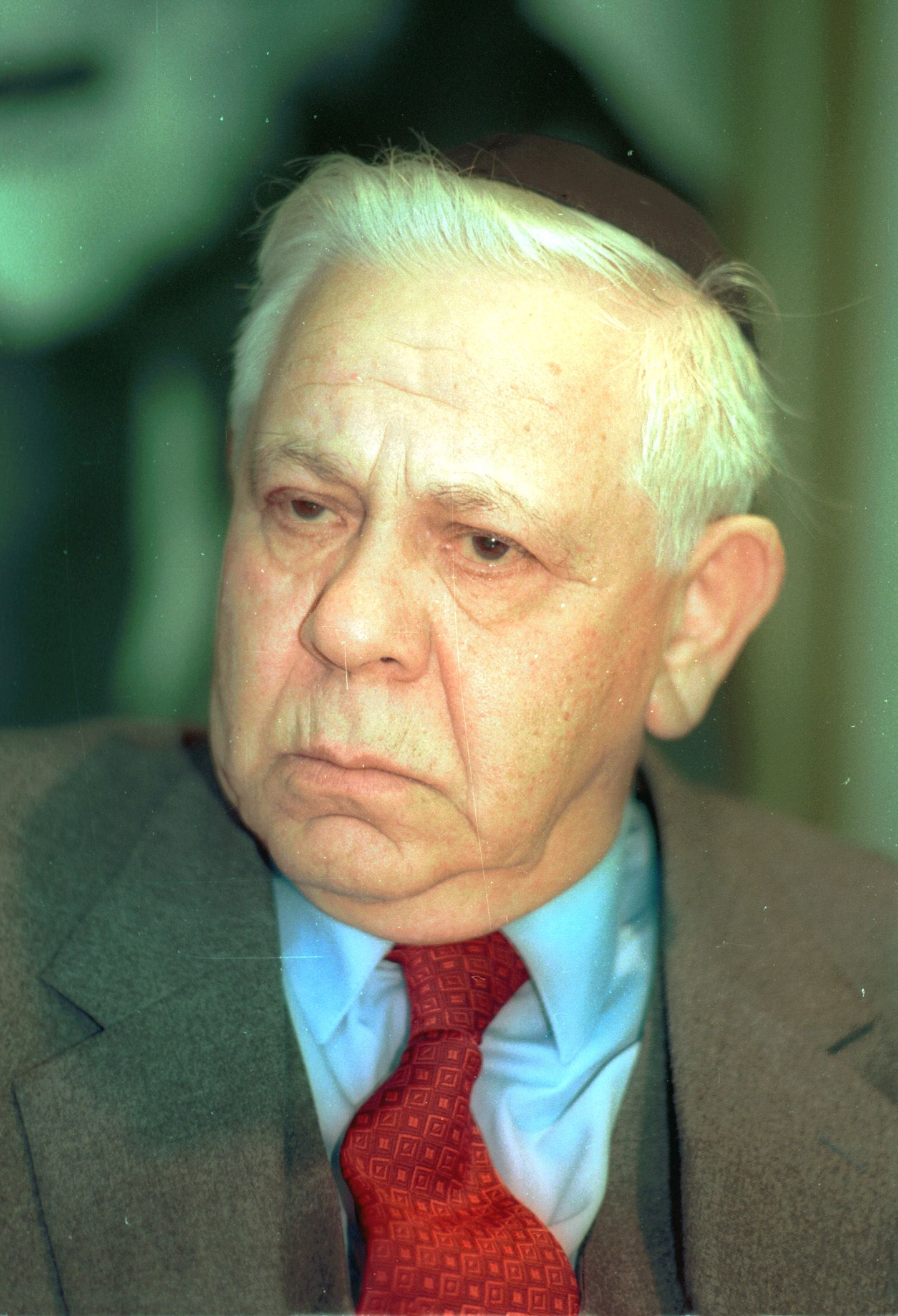
Jitzchak Rafa’el (1989)

Jitzchak Rafa’el (hebräisch יִצְחָק רָפָאֵל, als Jitzchak Werfel hebräisch יִצְחָק וֶרְפֶל; * 5. Juli 1914 in Sassiw, Galizien, Österreich-Ungarn; † 3. August 1999 in Israel) war ein israelischer Politiker, der als Religionsminister Mitte der 1970er Jahre in Israel tätig war.

## Leben
Rafa’el besuchte die Höhere Schule in Polen. Er war ein Mitglied der Jugendbewegung der HaPoʾel haMisrachi und gründete eine Ortsfiliale der religiös-zionistischen Bewegung Bne Akiwa (hebräisch בְּנֵי עֲקִיבָא ‚Söhne Aqivas‘). 1935 wanderte er nach Palästina ein, wo er als Lehrer in Jerusalem arbeitete. Er besuchte die Hebräische Universität Jerusalem und erwarb einen MA in Humanities. Er besuchte das Theologische Seminar, New York, wo er einen Doktor in Literaturwissenschaften machte. Für seine Dissertation über ein Werk des mittelalterlichen provenzalischen Rabbiners Abraham ben Nathan wurde er 1979 zusammen mit Yehuda Ratzaby mit dem Bialik-Preis in der Sparte Wissenschaft des Judentums ausgezeichnet.
Rafa’el arbeitete für die Jewish Agency und war zuständig für Abteilung der Handwerker und Kleinunternehmer. Von 1940 bis 1947 gab er ein kleines Journal heraus. Er war Mitglied der Hagana und vertrat die Partei HaPoʿel haMisrachi im Parlament Palästinas zur Mandatszeit, 1944. 1948 war er Mitglied des Waʿadat Jeruschalajim (lit. Jerusalemer Komitee). Von 1948 bis 1953 war er Ausschussmitglied der Jewish Agency und leitete die Abteilung für Einwanderung, wo er für den großen Zulauf von jüdischen Flüchtlingen verantwortlich war (über 685'000 von 1948 bis 1951). Dabei wies er Forderungen zurück, die Einwanderungszahlen zu begrenzen.
1951 stand er auf der Wahlliste der HaPoʿel haMisrachi und wurde Mitglied der Knesset. Er wurde 1955 wiedergewählt und ebenso im Jahre 1959 (als HaPoʿel haMisrachi in der Nationalreligiösen Partei aufging) und am 2. November 1961 wurde er zum stellvertretenden Gesundheitsminister ernannt. Er war solange im Amt bis David Ben-Gurion als Premierminister im Juni 1963 zurücktrat. Juli 1963 wurde er erneut stellvertretender Gesundheitsminister und blieb bis zum 22. März 1965 im Amt. Er wurde 1965 and 1969 wiedergewählt und wurde nach dem Tod von Chaim-Mosche Schapira im Juli 1970 Vorsitzender der Nationalreligiösen Partei (NRP). Er wurde 1973 wiedergewählt und von Golda Meʾir am 10. März 1974 zum Religionsminister ernannt und blieb bis zum 3. Juni 1974 im Amt. Golda Meʾir trat jedoch als Premierministerin zurück und als Jitzchak Rabin daraufhin im Juni 1974 eine neue Regierungskoalition bildete, war die Nationalreligiöse Partei (NRP) nicht in der Koalition vertreten und Rafael verließ das Regierungskabinett. Als die Partei jedoch im Oktober desselben Jahres der Regierungskoalition beitrat, wurde Rafaʾel am 30. Oktober 1974 zum Religionsminister ernannt und blieb bis zum 22. Dezember 1976 im Amt, bis alle Minister der Nationalreligiösen Partei im Dezember 1976 entlassen wurden, um sich in einem Misstrauensantrag der Stimme zu enthalten. Im selben Jahr verlor er den Parteivorsitz der Nationalreligiösen Partei als Sebulon Hammer und Josef Burg sich zusammenschlossen um ihn aus dem Amt zu vertreiben. Bei den Wahlen 1977 verlor Rafaʾel seinen Sitz und er zog sich aus der Politik zurück.